# VIA Nano
VIA Nano（開發代號為VIA Isaiah/以賽亞）處理器是VIA公司研發的64位元處理器，VIA公司從2004年起即開始Isaiah處理器的研發工作，曾預定在2006年推出，但目前已被推遲到2008年。2008年3月，VIA旗下Centaur Technology的CEO Glenn Henry表示，Isaiah處理器的樣品已經大量出貨給客戶，預計5-6月份正式推出。Isaiah處理器將使用富士通或台積電的65nm製程技術生產，目前公司也在考慮使用45nm製程技術。VIA Isaiah處理器的開發代號為CN。外界普遍認為，Isaiah處理器的對手是Intel Atom處理器。但後者只採用顺序执行设计，理論上效能會比Isaiah差。為了彌補不足，Intel會為Atom處理器增加超執行緒技術，並開發雙核心版本。
2008年5月尾，VIA正式發佈了Isaiah核心處理器，並命名為VIA Nano（威盛凌珑）處理器系列。官方稱Nano並不是用來取代C7處理器，而是其延伸。兩者的針腳是互相兼容的，廠商可以用較低的成本去升級產品。
Isaiah處理器除了會應用在桌面市場外，亦會踏足嵌入式市场。例如新加坡航空公司的空中巴士A380，每个座位都會有一個嵌入式系統。硬體會採用Isaiah處理器，軟體會採用Linux。
在2010年的Computex上，VIA展示了Nano處理器的雙核心版。處理器製程暫為65nm（正式推出是40nm版本），主频是1.6 GHz，最高可達2.0 GHz。其平台採用VN1000芯片组。平台支援雙通道DDR3系統記憶體，並集成了Chrome 520顯示核心，支援DirectX 10.1，支援硬體高清影片解碼（Chromotion技術）。

## Isaiah特性
| VIA Nano處理器家族 | VIA Nano處理器家族 | VIA Nano處理器家族 | VIA Nano處理器家族 | VIA Nano處理器家族 | VIA Nano處理器家族 | VIA Nano處理器家族 |
| 代號               | 系列               | 核心               | TDP                | x86-64             | VIA-VT             | 推出日期           |
| ------------------ | ------------------ | ------------------ | ------------------ | ------------------ | ------------------ | ------------------ |
| Isaiah             | Nano 2000          | 單核心（65 nm）    | 5~25 W             | 是                 | 是                 | 2008年             |
| Isaiah             | Nano 2000          | 單核心（65 nm）    | N/A W              |                    | 是                 | 2008年             |
| Isaiah             | Nano 3000          | 單核心（65 nm）    | 是                 | 2010年             | 是                 |                    |

- 800 MHz~1333 MHz FSB
- 具備9400萬顆電晶體

VIA Nano現時標誌

- 64KB的L1指令與資料快取，1MB的16路L2快取
- 核心大小為60mm/2
- 具備x86、x86-64指令集
- 內建SSE 128位元和SSE3多媒體指令集
- 支援虛擬化技術（和Intel的虛擬化技術相容）
- 世界上速度最快的浮點運算器[5]
- 時脈1GHz~2 GHz
- 電壓1v~1.15v
- 2 GHz TDP為20w
- 實際功耗2~5w
- 具備C6節能模式，可以關閉9300萬顆電晶體（佔98.9%）

## 性能表現
負責研發Isaiah處理器的，是VIA旗下的子公司－Centaur公司。公司總裁Glenn Henry表示，在相同時脈下，Isaiah處理器的效能，是現時C7處理器的2-4倍，功耗與C7處理器相近，最大功耗介乎3-5w。Henry也表示，他認為拿功耗換取性能表現並不是一個好主意，VIA的思維是從穩定功耗，與時脈兩方面著手提升效能表現。至於Isaiah的具體型號與時脈，Henry則沒有表示意見，只透露單核心的時脈最高到2GHz，VIA目前不會瘋狂提高處理器時脈，也不會特意開發雙核心版本的Isaiah處理器，但Isaiah處理器架構有能力達成這個目標。
目前試產出來的1.2GHz和1.4GHz的Isaiah處理器樣品，均可順暢播放720p的DVD電影。
在PC Mark05這款測試軟體中，Nano的表現比Intel Atom差。但由於VIA Nano可以隨意更改CPUID，使之模擬成Intel或者AMD的CPU。有網站將Nano模擬成成不同廠商的產品，當改變CPUID「變成」AMD的產品後，內存項目的子分數提高了9.1％。而CPUID更改為Intel後，更高了47.5％，超越了Intel Atom處理器的得分。

## 未來發展
有消息指出威盛正和台積電進行會談，希望台積電能夠從2009年上半年開始量產40 nm製程的Isaiah雙核心處理器，不過威盛宣稱目前還在評估各家晶圓代工廠的價格、技術和服務，不方便作出任何評論與意見。目前65 nm製程的單核心Isaiah處理器、90nm製程的C7處理器，都採用富士通的65nm與90 nm的bulk logic製程技術。威盛將可能是台積電第一家使用40 nm製程技術的台灣廠商客戶。

## 具體改進
除了功耗穩定、效能提升外，Isaiah最大的改變就是引入超純量亂序執行架構，是自VIA C3處理器採用順序執行架構以來的最大改變。快取方面則有64KB x 2的L1快取和16路1MB的L2快取，但L1快取與L2快取是相互獨立的，也就是說相關或相同的資料不會同時出現在L1或L2快取中。考慮到以往的C7處理器貧弱的多媒體和浮點運算處理能力，VIA也在此作出改進。Isaiah處理器可以在2個時脈周期內執行兩個雙精度浮點運算，而一般處理器需要4個時脈周期，而Intel最新的Core 2架構則需要3個時脈周期。
Isaiah處理器亦支援新的C6節能模式，可以關閉整個快取並搭配PowerSaver電源管理功能，來達到降低功耗的目的。另外搭配Twin Turbo Dual-PLL技術可以在一個時脈周期內變換不同的時脈，並降低因時脈切換帶來的延遲，並使用新的機械管理裝置，降低處理器核心的發熱量。
Isaiah處理器的改進大略如下：
- 高效能的前端总线（FSB,Front Side Bus）
- 重新設計的浮点运算器（FPU,Floating Point Unit）
- 更大的快取空間
- 高速傳輸架構
- 超純量亂序執行（Super Scalar Out of Order）

## 支援晶片組
除了可以搭配自家的VIA VX800晶片組外，NVIDIA亦宣佈會和VIA合作，推出整合式平台。這個平台支援Vista Premium，高清晰影片硬體解碼，以及DirectX 10。預計對手是Intel Atom平台。
在2010年，VIA推出了VX855晶片組。這是一款單芯片晶片組。除了可以支援Nano處理器外，還可以支援C7和Eden形號。與對手Intel的945GSE晶片組相比，可以支援硬體高清影片解碼。

## 另見
- VIA Eden處理器列表
- VIA Nano處理器列表